# ليم فانغ يانغ
ليم فانغ يانغ (بالملايوية: Lim Fang Yang)‏ هو لاعب كرة الريشة ماليزي، ولد في 14 فبراير 1989.

## وصلات خارجية
- ليم فانغ يانغ على موقع BWF.tournamentsoftware.com (الإنجليزية)
- ليم فانغ يانغ على موقع BWFbadminton.com (الإنجليزية)